# 원경수
원경수(元京洙, 1928년 12월 4일~ )는 대한민국의 지휘자이다. 서울특별시에서 태어났고, 서울대학교 음악대학에서 바이올린과 작곡을 전공했다. 졸업 후 미국으로 유학해 신시내티 음악원과 인디아나 대학교에서 바이올린과 지휘를 배웠고, 오스트리아의 잘츠부르크 모차르테움 음악원에서도 지휘 연수를 받았다.
미국 유학 시절 뉴올리언스 필하모닉 오케스트라의 부지휘자로 일했고, 1967년과 1968년에는 각각 스탁턴 교향악단과 머데스토 교향악단의 음악 감독 겸 상임 지휘자로 임명되었다. 1970년에는 서울 시립 교향악단의 상임 지휘자가 되었지만, 행정 당국과의 마찰 등으로 1년 뒤 사임했다. 1986년에는 홍연택 이후 오랫동안 공석이었던 KBS 교향악단의 상임 지휘자가 되었고, 1988년까지 재임했다.
1988년에는 서울 올림픽 개막식의 음악 지휘자로 발탁되었고, 슬로바키아 작곡가인 페터 브라이너가 관현악용으로 편곡한 한국 민요 17곡을 서울음반에 취입하기도 했다. 1992년에는 경원대학교 음악대학 관현악과 교수로 부임하기도 했고, 1994년에는 서울 시립 교향악단의 상임 지휘자로 재차 임명되어 1996년까지 재임했다.
미완성 작품의 보작 공연에도 적극적인 자세를 보여 배리 쿠퍼가 보완한 베토벤의 교향곡 제10번과 세묜 보가티례프가 복원한 차이콥스키의 교향곡 제7번을 한국 초연하기도 했고, 차이콥스키의 경우에는 모스크바 필하모닉 오케스트라를 지휘해 녹음하기도 했다.
1990년대 후반부터는 일정한 고정 직책 없이 코리안 심포니 오케스트라와 서울 시립 교향악단 등에서 부정기 객원 지휘자로 활동하고 있고, 명예 직책으로 스탁턴 교향악단의 명예 지휘자와 경원대학교 음악대학 대우교수 직책을 보유하고 있다. 1995년에 정부로부터 옥관문화훈장을 수여받았다.
| 전임 홍연택 1971-1981 | KBS 교향악단 상임 지휘자 1986-1988 | 후임 오트마 마가 1992-1996 |

| 전임 김만복 1961-1969 | 서울 시립 교향악단 상임 지휘자 1970-1971 | 후임 정재동 1974-1990 |

| 전임 박은성 1990-1991 | 서울 시립 교향악단 상임 지휘자 1994-1996 | 후임 마르크 에름레르 2000-2002 |